# Пьовтюя
Пьовтюя (фін. Pöytyä) — громада в провінції Південно-Західна Фінляндія, губернія Західна Фінляндія, Фінляндія. Загальна площа території — 773,69 км², з яких 23,68 км² — вода.

## Демографія
На 31 січня 2011 в громаді Пьовтюя проживають 8498 чоловік: 4324 чоловіків і 4174 жінок.
Фінська мова є рідною для 98,15 % жителів, шведська — для 0,52 %. Інші мови є рідними для 1,32 % жителів громади.
Віковий склад населення:
- до 14 років — 18,07 %
- від 15 до 64 років — 61,57 %
- від 65 років — 20,31 %

Зміна чисельності населення за роками:
| Рік  | Чисельність |
| ---- | ----------- |
| 1980 | 8365        |
| 1990 | 8465        |
| 2000 | 8332        |
| 2010 | 8494        |
| 2011 | 8498        |